# Сан Донато (Беневенто)
Сан Донато је насеље у Италији у округу Беневенто, региону Кампанија.
Према процени из 2011. у насељу је живело 86 становника. Насеље се налази на надморској висини од 258 м.